# Lacina Traoré
Lacina Emeghara Traoré (Abiyán, Costa de Marfil, 20 de agosto de 1990) es un exfutbolista marfileño que también posee la ciudadanía burkinesa y jugaba como delantero.

## Trayectoria
Se formó en la academia del ASEC Mimosas y a los dieciséis años pasó a jugar en el Stade d'Abidjan. En enero de 2008 fichó por el CFR Cluj, aunque no pudo jugar hasta que cumplió la mayoría de edad en agosto. Comenzó la temporada 2008-09 en el segundo equipo del club y el 4 de abril de 2009 consiguió debutar en la Liga I en un partido contra el F. C. Vaslui. El 18 de abril anotó su primer gol con el Cluj en una victoria por 1-0 frente al F. C. Farul Constanța. A inicios de 2011 se incorporó a las filas del club ruso Kubán Krasnodar. En su primera temporada en el fútbol ruso consiguió ser el tercer máximo goleador del campeonato con dieciocho goles. A inicios de 2012 fichó por el Anzhí Majachkalá a cambio de 18 millones de euros. En su primera temporada marcó diecisiete goles. A inicios de 2014 fue fichado por el A. S. Monaco F. C. por 10 millones de euros.

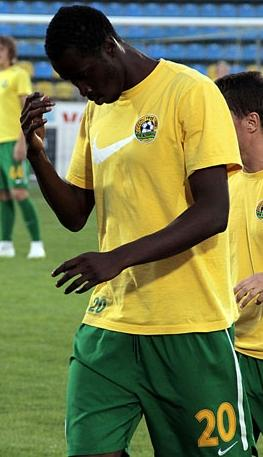
Traoré, con el FC Kubán Krasnodar en 2011.

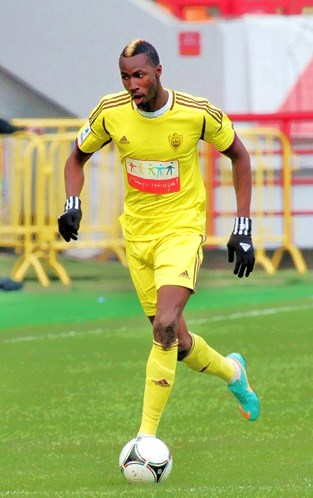
Traoré, durante un partido con el FK Anzhí Majachkalá en 2012.

El 31 de enero de 2017 se confirmó su cesión al Real Sporting de Gijón para lo que restaba de la temporada 2016-17. En la campaña 2017-18 el Mónaco lo cedió de nuevo al Amiens S. C.
Libre tras finalizar su vinculación con el conjunto monegasco, en febrero de 2019 fichó por el Újpest F. C. húngaro. En agosto regresó al CFR Cluj y en septiembre de 2020 firmó con el Bandırmaspor turco. Tras abandonar este último equipo estuvo varios meses sin equipo hasta que encontró acomodo en el Varzim S. C. portugués en febrero de 2022.

## Selección nacional

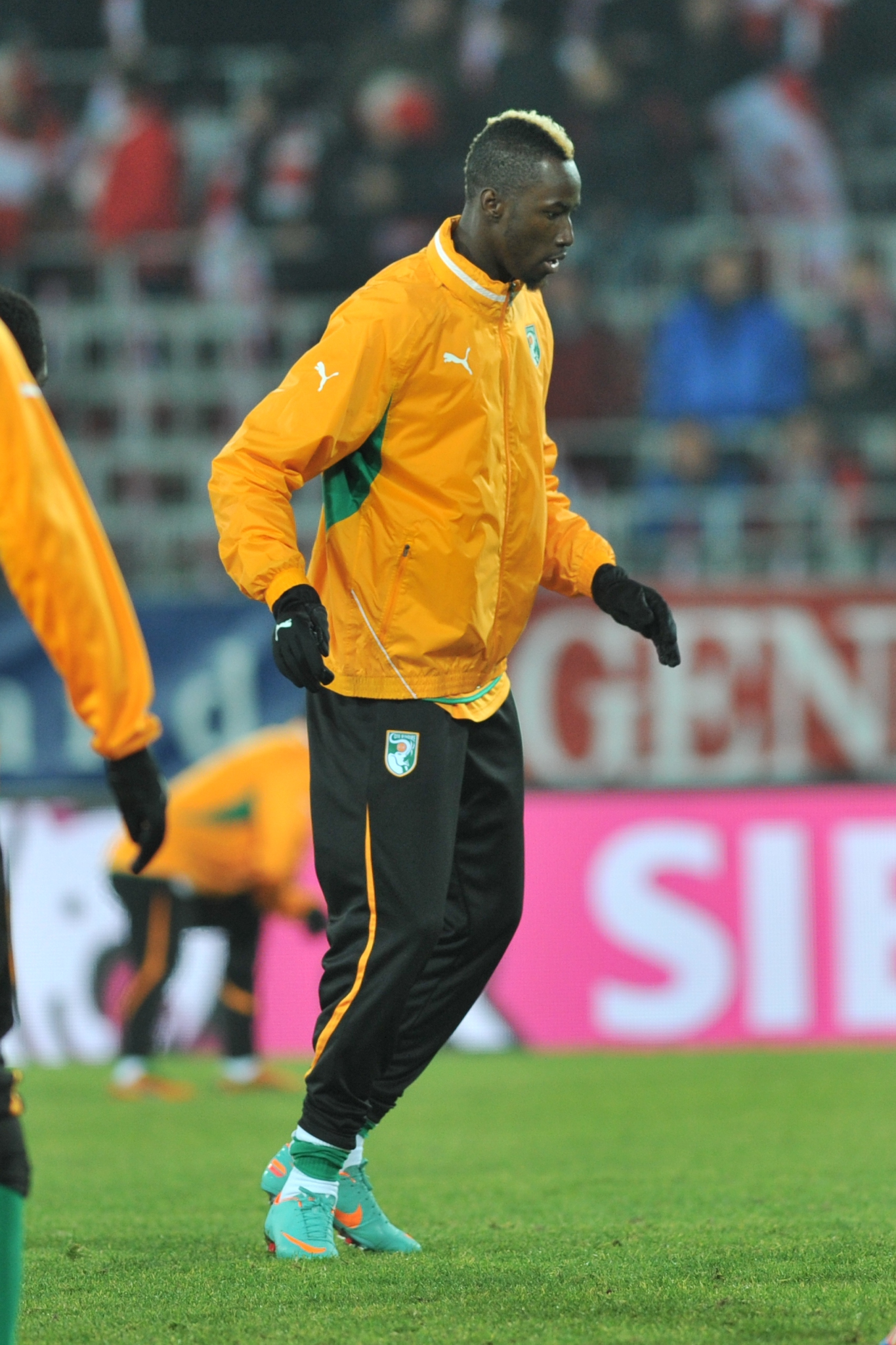
Traoré, en el calentamiento previo a su debut con.

Ha sido internacional con la selección marfileña en trece ocasiones y ha marcado cuatro goles.

### Participaciones en Copas Africanas
| Copa                           | Sede      | Resultado        |
| ------------------------------ | --------- | ---------------- |
| Copa Africana de Naciones 2013 | Sudáfrica | Cuartos de final |

## Clubes
| Club                   | País            | Año       |
| ---------------------- | --------------- | --------- |
| Stade d'Abidjan        | Costa de Marfil | 2007-2008 |
| CFR Cluj               | Rumanía         | 2008-2011 |
| Kubán Krasnodar        | Rusia           | 2011-2012 |
| Anzhí Majachkalá       | Rusia           | 2012-2014 |
| A. S. Monaco F. C.     | Francia         | 2014      |
| Everton F. C.          | Inglaterra      | 2014      |
| A. S. Monaco F. C.     | Francia         | 2014-2016 |
| P. F. C. CSKA Moscú    | Rusia           | 2016-2017 |
| Real Sporting de Gijón | España          | 2017      |
| Amiens S. C.           | Francia         | 2017-2018 |
| Újpest F. C.           | Hungría         | 2019      |
| CFR Cluj               | Rumanía         | 2019-2020 |
| Bandırmaspor           | Turquía         | 2020-2021 |
| Varzim S. C.           | Portugal        | 2022      |

## Palmarés

### Campeonatos nacionales
| Título               | Club     | País    | Año  |
| -------------------- | -------- | ------- | ---- |
| Copa de Rumanía      | CFR Cluj | Rumanía | 2009 |
| Supercopa de Rumanía | CFR Cluj | Rumanía | 2009 |
| Liga rumana          | CFR Cluj | Rumanía | 2010 |
| Copa de Rumanía      | CFR Cluj | Rumanía | 2010 |
| Supercopa de Rumanía | CFR Cluj | Rumanía | 2010 |
| Liga rumana          | CFR Cluj | Rumanía | 2020 |

### Campeonatos internacionales
| Título                    | Club                | País              | Año  |
| ------------------------- | ------------------- | ----------------- | ---- |
| Copa Africana de Naciones | Selección marfileña | Guinea Ecuatorial | 2015 |